# روده پیشین
روده پیشین (به انگلیسی: Foregut) در انسان بخش جلویی از مجرای گوارشی است که از بخش انتهایی مری تا نیمهٔ نخست دوازدهه در ورودی مجرای صفراوی قرار دارد. فراتر از معده، روده پیشین توسط روده‌بند به دیواره‌های شکم متصل می‌شود. روده پیشین از اندودرم سرچشمه می‌گیرد و از روده ابتدایی تاشونده رشد می‌کند و از نظر رشد از روده میانی و روده پسین متمایز است. اگرچه اصطلاح «روده پیشین» معمولاً در اشاره به بخش جلویی روده اولیه استفاده می‌شود، اجزای روده بالغ را نیز می‌توان با این نام توصیف کرد. درد در ناحیه بالاشکم، درست در زیر تقاطع دنده‌ها، معمولاً به ساختارهایی در روده پیشین بزرگسالان اشاره دارد.